# Hesperandra brasilica
Hesperandra brasilica là một loài bọ cánh cứng trong họ Cerambycidae.